# Lorraine Open 1981
Il Lorraine Open 1981 è stato un torneo di tennis giocato sul cemento indoor. Si è giocato a Nancy in Francia. È stata la 3ª edizione del torneo, che fa parte del Volvo Grand Prix 1981. Il torneo si è giocato dal 16 al 22 marzo 1981.

## Campioni

### Singolare maschile
Pavel Složil ha battuto in finale  Ilie Năstase con il punteggio di 6–2, 7–5

### Doppio maschile
Ilie Năstase /  Adriano Panatta hanno battuto in finale  John Feaver /  Jiří Hřebec con il punteggio di 6–4, 2–6, 6–4